# Троїцька церква (Ржищів)
Троїцька церква — пам'ятка архітектури 19 століття, православний храм у місті Ржищів на Київщині.

## Історія
Споруджена протягом 1853—1860 років на місці однойменної дерев'яної попередниці (яка існувала з 17 століття при садибі місцевих магнатів Вороничів) за ініціативою графині Дзялинської (до шлюбу — Воронич). Освячена 1860 року. Станом на 1882 рік церква мала 2847 прихожан, до парафії було приписане село Березівка.
З 16 червня 1977 р. по 04 червня 2021 року настоятелем був протоієрей Михаїл Афонін, за період якого Свято-Троїцький храм оновився, почала працювати недільна школа, трапезна, іконна лавка. 

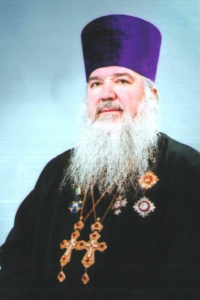
Протоієрей Михаїл Афонін

З 14 жовтня 2017 року по 05 жовтня 2020 року тут проходив службу кліриком храму ієрей Георгій Гичка.
З 7 квітня 2022 року настоятелем є протоієрей Василій Беца. 

## Опис

### Архітектура
Цегляна, потинькована, чотиристовпна тринефна, із шатровою дзвіницею над притвором. Увінчана приземкуватим цибулястим куполом на восьмигранному барабані. Великі вікна декоровано наличниками, кути підкреслено пілястрами. В західній частині центральної нави — хори.
Архітектурний стиль — перехідний від класицизму до так званої «єпархіальної» культової архітектури другої половини 19 століття.

### Живопис
На північній стіні — фрески 19 століття. Решту інтер'єру розписано у 70-х роках 20 століття.